# Patriotisme socialiste
Le patriotisme socialiste est une forme de patriotisme civique promue par les mouvements politiques communistes marxistes-léninistes.
Le patriotisme socialiste encourage les citoyens des pays marxistes-léninistes à adopter un « amour sans bornes pour la patrie socialiste, un engagement à la transformation révolutionnaire de la société [et] la cause du communisme ». Les marxistes-léninistes affirment que le patriotisme socialiste n'est pas lié au nationalisme, qu'ils dénoncent (à l'instar des marxistes) comme une « idéologie bourgeoise développée sous le capitalisme et qui dresse les travailleurs les uns contre les autres ». Le patriotisme socialiste est communément préconisé aux côtés de l'internationalisme prolétarien, les partis communistes considérant les deux concepts comme compatibles. Les écrivains soviétiques ont attribué ce concept à Karl Marx et Vladimir Illitch Lénine.
Lénine sépare le patriotisme en deux idéologies distinctes, le patriotisme socialiste d'une part et le nationalisme bourgeois (en) de l'autre. Il défend le droit de toutes les nations à l'autodétermination (toutes les nations assujetties à un régime impérial ont le droit de rechercher leur libération nationale) ainsi que le droit à l'unité des travailleurs au sein des nations (tout en rejetant le chauvinisme). Il affirme qu'il existe à la fois des sentiments de fierté nationale légitimes et illégitimes.

## Variantes dans les États socialistes

### Union soviétique

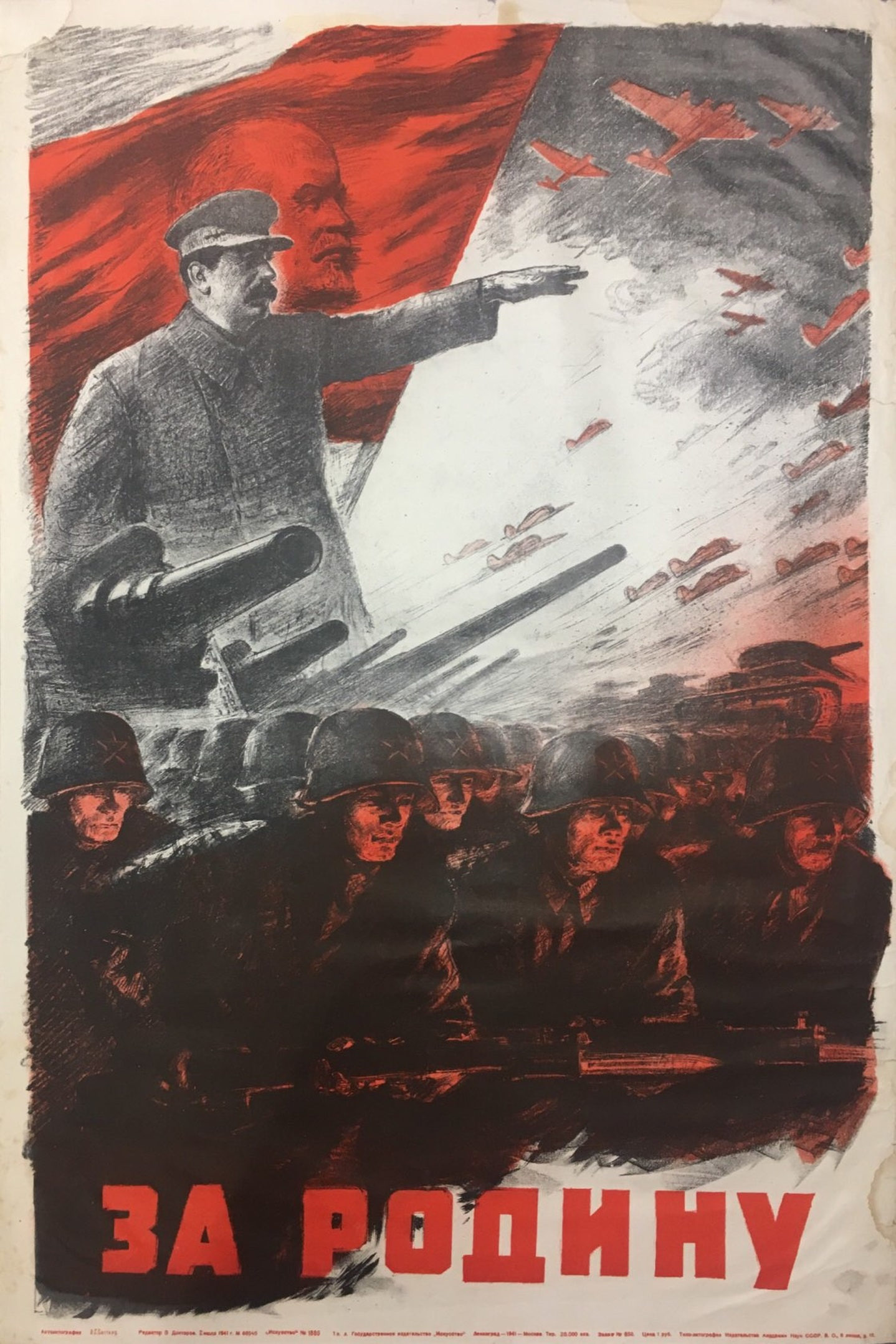
Pour la patrie - Affiche de propagande patriotique soviétique de 1941, pendant la période de la Grande Guerre patriotique.

Initialement, la Russie soviétique et la primitive URSS ont adopté l'idée de l'internationalisme prolétarien au lieu du nationalisme sur lequel repose le patriotisme. Cependant, après l'incapacité du prolétariat à abolir le capitalisme et les frontières nationales, Joseph Staline a promu le patriotisme socialiste suivant la théorie du « socialisme dans un pays ». Le patriotisme socialiste est censé servir à la fois l'intérêt national et l'intérêt socialiste à l'international. Tout en promouvant le patriotisme socialiste pour l'Union soviétique dans son ensemble, Staline réprima les sentiments nationalistes dans quinze républiques de l'Union soviétique. Cependant, selon certains universitaires, le patriotisme soviétique avait en pratique des connotations nationalistes russes. 

### Chine
Le Parti communiste chinois (PCC) et le gouvernement chinois prônent le patriotisme socialiste. Le PCC décrit la politique du patriotisme socialiste ainsi : « Le patriotisme socialiste a trois niveaux. Au premier niveau, les individus doivent subordonner leurs intérêts personnels aux intérêts de l'État. Au deuxième niveau, les individus doivent subordonner leur destin personnel au destin de notre système socialiste. Au troisième niveau, les individus doivent subordonner leur avenir personnel à l'avenir de notre cause communiste ».
La Chine décrit le gouvernement communiste comme étant « l'incarnation de la volonté du peuple chinois ». Mao Zedong a parlé d'une nation chinoise, mais a spécifié que les chinois sont une nation civique basée de plusieurs groupes ethniques, et explicitement a condamné l'ethnocentrisme de l'ethnie Han, que Mao a désigné comme « le chauvinisme Han »,.

### Allemagne de l'Est
Le Parti socialiste unifié d'Allemagne (SED) a officiellement eu le patriotisme socialiste comme principe. Il s'y est dévoué en soulignant l'importance de la « conscience socialiste nationale » impliquant un « amour pour la RDA et la fierté dans les réalisations du socialisme ». En outre, la RDA prétend que le patriotisme socialiste est compatible avec l'internationalisme prolétarien et déclare qu'il ne faut pas le confondre avec le nationalisme qu'elle associe au chauvinisme et à la xénophobie.  

### Éthiopie populaire
Le Derg, puis la République démocratique populaire d'Éthiopie, sous la présidence de Mengistu Haile Mariam, préconisait le patriotisme socialiste,. Le parti a déclaré que le patriotisme socialiste signifiait « l'amour véritable pour sa patrie [...] libre de toutes les formes de chauvinisme et de racisme ».

### Corée du Nord
Kim Il-Sung a promu le patriotisme socialiste tout en condamnant le nationalisme en affirmant qu'il détruisait les relations fraternelles entre les peuples à cause de son exclusivisme. En Corée du Nord, le patriotisme socialiste a été décrit comme une idéologie destinée à servir son propre peuple, à être fidèle à sa classe ouvrière et à être loyal envers son propre parti. 

« Le patriotisme n'est pas un concept vide. L'éducation dans le patriotisme ne peut être réalisée en érigeant simplement le slogan « laissez-nous nous armer dans l'esprit du patriotisme socialiste ! ». Éduquer les gens dans l'esprit du patriotisme doit commencer par favoriser l'idée de prendre soin de chaque arbre planté sur le bord de la route, pour les chaises et les bureaux à l'école... Il ne fait aucun doute qu'une personne qui a l'habitude de chérir la propriété commune dès l'enfance va grandir pour être un valeureux patriote. »

— Kim Il Sung